# ریما پیپویان
ریما ساموئلی پیپویان (ارمنی: Ռիմա Սամվելի Պիպոյան؛ انگلیسی: Rima Pipoyan؛ زادهٔ ۲ ژوئن ۱۹۸۸) طراح رقص اهل ارمنستان است.

## زندگی‌نامه
وی در ۲ ژوئن ۱۹۸۸ در ایروان به دنیا آمد و از کالج رقص‌پردازی دولتی ایروان و انستیتو دولتی سینما و تئاتر ایروان فارغ‌التحصیل گشت.

## یادداشت
1. ↑  Choreography Development Foundation
2. ↑  Anania Shirakatsy Lyceum